# سعيد يوسف
المستشار سعيد يوسف صبري قاض مصري، ورئيس الدائرة السابعة بمحكمة جنايات المنيا، ورئيس جنايات بني سويف سابقًا.

## الأحكام
- 24 يناير 2014 - قضية المنيا - لم يستمع إلى المتهمين وحكم بالإعدام على 529 شخصا وبراءة 17 آخرين في ثلاثة أيام في مارس 2014م.[1]
- 16 سبتمبر 2013 - حكم بالسجن المشدد على سيدة (30 سنة) وعاطل (18 سنة) وصديقه (85 سنة) لقتل عامل وإصابة ابن عمه وخطفهما واحتجازهما داخل منزل القتلة بسبب تشابه القتيل في الشكل مع شخص قتل نجلا لأم في مشاجرة بالأسلحة النارية والبيضاء.[1]
- 6 مايو 2013 - السجن المشدد 15 سنة لنقاش بتهمة التحرش بطالبة ثانوي ببني سويف.[1]
- 15 يناير 2013 - السجن 30 عاما لشخص بتهمة سرقة «جلباب حريمي» من أحد المحال (15 عاما على السرقة و15 عاما أخرى على حيازة سلاح أبيض أثناء السرقة)، وصدر الحكم في أول جلسة بدون الاستماع للدفاع وتلبية طلباتهم، ووقعت مشادة بين وبين المحامين الذين فوجئوا بأن الحكم مكتوب مسبقا، وقاموا على إثر ذلك بالاعتصام داخل المحكمة.[1]
- 15 يناير 2013 - حكم ببراءة جميع المتهمين بقتل المتظاهرين أثناء ثورة 25 يناير بمحافظة بني سويف، وهم مدير أمن بني سويف السابق وثلاثة من معاونيه إلى جانب سبعة من ضباط المباحث بالمحافظة، ورفض جميع الدعاوى المدنية المقامة من المجني عليهم وتغريمهم 200 جنيه أتعاب محاماة.[1]